# La Gordanne
Cet article concerne le domaine bâti. Pour la rivière homonyme, voir Gordanne.
La Gordanne est un bâtiment vaudois implanté sur un vaste domaine arborisé situé sur le territoire des communes de Féchy, Allaman et Perroy, en Suisse.

## Histoire
C'est en 1803-1805 que le comte Hendryk van Oyen, général, diplomate et voyageur hollandais (ayant fait carrière militaire à Darmstadt Allemagne d'où il est chassé par Napoléon Bonaparte) fit construire, au sud du village de Féchy, la maison de maître de La Gordanne,. En 1814, la propriété est réquisitionnée par la commune voisine de Perroy pour y loger des militaires.
En 1825, le domaine est vendu à Henri Isaac Mayor, qui établit une filature dans la curieuse dépendance dite "demi-lune". Après plusieurs propriétaires successifs et un classement partiel en 1946, La Gordanne devient la propriété de Manuel-Basil Mavroleon en 1985 ; ce dernier la fait restaurer en 1985-86, plus la revend en 1998.
Le bâtiment, ainsi que ses dépendances, sont classés monument historique et inscrits comme biens culturels suisses d'importance nationale,.

## Description
La villa est construite sur un plan circulaire coiffé d'un dôme avec un portique à colonnes ioniques. Elle copie, avec de légères modifications, la villa Belle Isle, sur le lac Windermere, dans le nord de l'Angleterre, ouvrage élevé vers 1775 selon les plans de John Plaw, qui lui-même fait référence au Panthéon de Rome. La Gordanne, chef-d'œuvre de l'architecture néopalladienne, est dite « l'un des monuments majeurs du patrimoine helvétique ».
Sur une colline voisine se trouve un temple de l'Amour à six colonnes (avant 1833) devenu dix ans plus tard le tombeau d'Henri-Isaac Mayor, l'un des propriétaires du domaine.